# Протекторат Саар
Саар (нем. Saarland, фр. Sarre) — территория Саарского бассейна, отделённая после Второй мировой войны от Германии и управлявшаяся Францией как протекторат. Была создана в 1947 году на части французской зоны оккупации. В январе 1957 года после референдума Саар вошёл в состав ФРГ в качестве отдельной земли.

## История
После Второй мировой войны Саар оказался во французской зоне оккупации Германии. Перед тем как выделить территорию Саара в отдельный протекторат, французские власти добавили к ней 109 муниципалитетов из Рейнланд-Пфальц. В речи, произнесённой в Штутгарте 6 сентября 1948 года, госсекретарь США Дж. Ф.Бирнс объяснил, что США не могут отказать Франции в удовлетворении её претензий на Саар, так как за последние 70 лет Франция трижды подвергалась нашествиям с территории Германии. Однако прямой аннексии Саара Францией препятствовали 2-я и 3-я статьи Атлантической хартии.
В 1945—1951 годах Союзники осуществляли планы деиндустриализации Германии. Выполняя план Монне, Франция старалась получить экономический контроль над индустриальными районами Германии, попавшими в её оккупационную зону, особенно Рурским и Саарским регионами. Однако в условиях нарастания советского и американского доминирования в Европе, французское правительство сделало исторический шаг: в 1950 году в декларации Шумана было предложено объединить угольную и сталелитейную промышленность Франции и Западной Германии. Реализация этого предложения привела к созданию Европейского объединения угля и стали (ЕОУС), предвестника современного Европейского союза. Первым шагом к реализации плана должно было стать возвращение правительству ФРГ полного контроля над западногерманской промышленностью, однако Франция медлила с этим, надеясь упрочить свою экономическую власть в регионе.
При подписании Парижских соглашений 1954 года Франция предложила создать независимое государство «Саарланд» под покровительством Западноевропейского союза. Несмотря на то что канцлер ФРГ Конрад Аденауэр выразил публичную поддержку этому плану, на референдуме 23 октября 1955 года 67,7 % от принявших участие в голосовании (из 96,5 % населения) отвергли его, предпочтя присоединение Саара к ФРГ.
Подписанный 27 октября 1956 года Люксембургский договор постановил, что Саару должно быть позволено перейти к ФРГ, что и произошло 1 января 1957 года.

## Политическое устройство
Законодательный орган — ландтаг (нем. Landtag), исполнительный орган — земельное правительство (Landesregierung), состоявшее из земельного премьер-министра (Landesministerpraesident) и земельных министров (Landesminister).

### Политические партии

#### Левые
- Коммунистическая партия Саара (Kommunistische Partei Saar) — коммунистическая
- Социал-демократическая партия Саарланда (Sozialdemokratische Partei des Saarlandes) — социалистическая

#### Центристские
- Демократическая партия Саара (Demokratische Partei Saar) — либеральная

#### Правые
- Христианская народная партия Саарланда (Christliche Volkspartei des Saarlandes) — консервативная

## Экономика

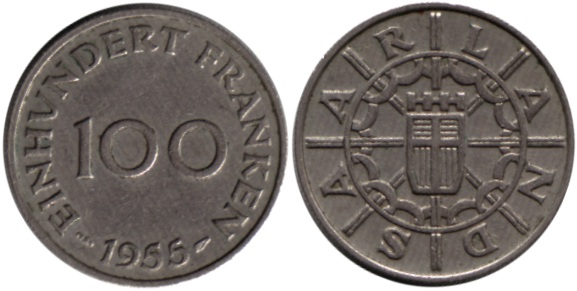
100 саарских франков

С 1 июня 1947 года на территории Саара имели хождение марка Саара, которая заменила рейхсмарку по курсу 1:1. Для сближения с экономикой Франции с 15 ноября 1947 года на территории Саара был введён в обращение саарский франк, курс которого равнялся курсу французского франка. Марка Саара 15 января 1948 года прекратила хождение в качестве официальной валюты. Она по курсу 20:1 обменивалась на саарский франк.

## Спорт
Саарские спортсмены выступали на летних Олимпийских играх 1952 года в Хельсинки, а сборная Саара по футболу приняла участие в отборочном турнире чемпионата мира по футболу 1954 года. Футбольный клуб Саарбрюккен участвовал в первом в истории розыгрыше Кубка европейских чемпионов. Шахматная Федерация Саара входила в ФИДЕ, сборная Саара участвовала во Всемирных шахматных олимпиадах 1952, 1954 и 1956 годов.

## Радиовещание
Радиовещание в 1952—1957 гг. осуществляло общество с ограниченной ответственностью «Саарландское радио» (Saarländischer Rundfunk GmbH) по одной программе, в 1945—1952 гг. — подразделение французской оккупационной администрации «Радио Саарбрюккен» (Radio Saarbrücken) по одной программе.